# Coracina fortis
Coracina fortis е вид птица от семейство Campephagidae. Видът е почти застрашен от изчезване.

## Разпространение
Видът е разпространен в Индонезия.